# Бойтатá

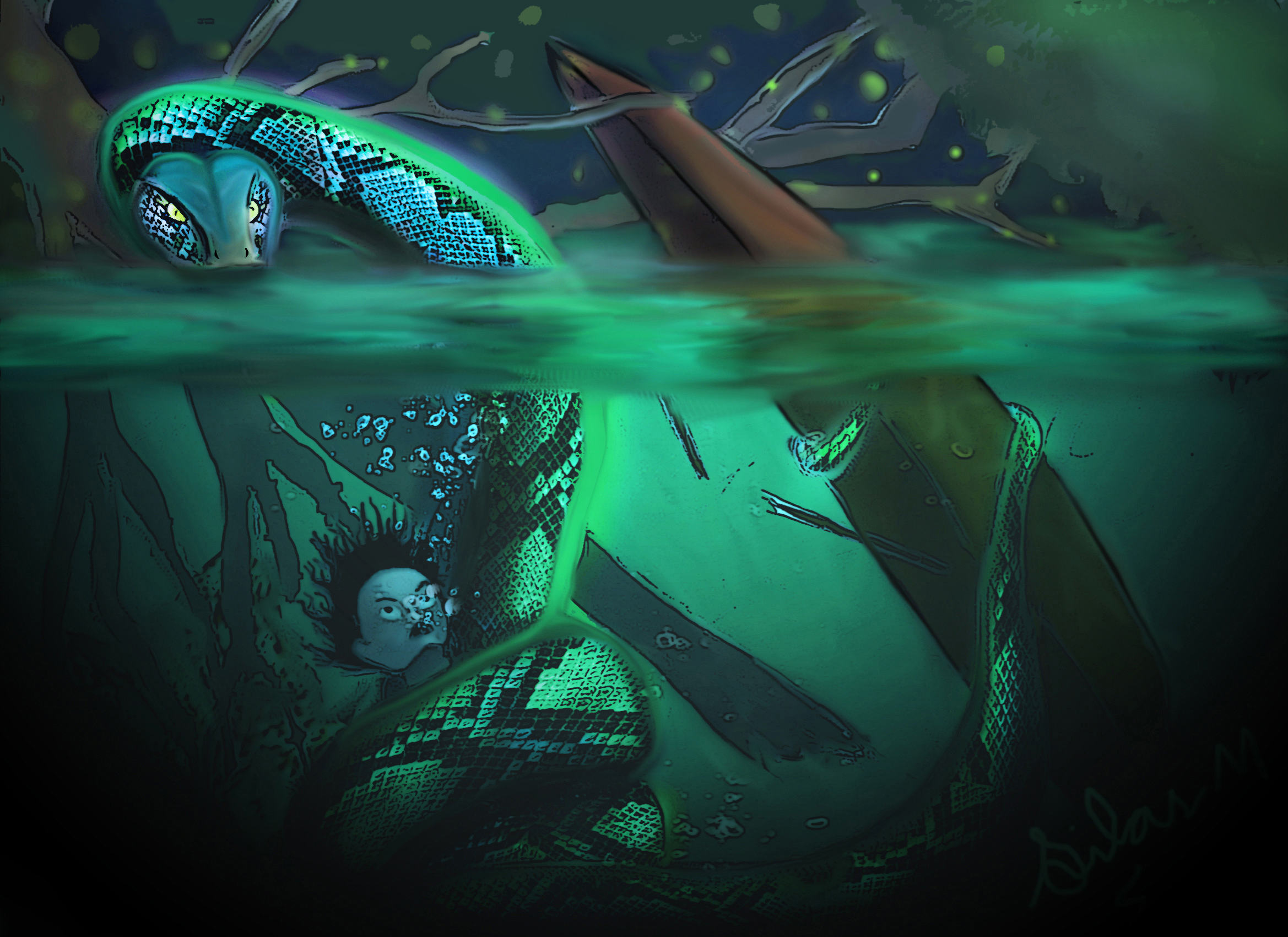
Бойтата бере в полон мисливця

Бойтатá — це термін з мови тупі-гуарані, який використовується для позначення по всій Бразилії феномена блукаючого вогню, і від нього походять деякі міфічні легенди , одні з перших, що були зареєстровані в країні. 

## Етимологія та іменні варіанти
Найпоширенішим терміном є boitatá, який є комбінацією слів тупі mba'e і tatá, що означає річ і вогонь відповідно. Саме тому значенням є вогняна річ, оскільки, згідно з бразильським фольклором, це велика вогняна змія.  
На півдні її називають baitatá або batatá і навіть boitatá . У Баїї також відомо як biatatá . У Мінас-Жерайс це називають bata . На північному сході поширений термін batão (батáу) . У штатах Сержипе і Алагоас її також називають Жан Делафосс . 

## Перші записи
У 1560 році отець Хосе де Анчіета записав:
«Є також інші (привиди), переважно на пляжах, які живуть більшу частину часу біля моря та річок, і їх називають baetatá, що означає вогонь, що те саме, як якщо б ви сказали , що це все є вогонь . Ви не можете побачити нічого, крім блискучого променя, який швидко атакує індіанців, як курупіри, що це, ми й досі не знаємо напевно». (у: Листи, інформація, історичні фрагменти тощо від отця Хосе де Анчієта, Ріо-де-Жанейро, 1933  )
У бразильському фольклорі Бойтата — це гігантська вогняна змія, яка захищає поля від тих, хто їх підпалює. Вона живе у водах, а також може перетворюватися на палаюче дерево, спалюючи тих, хто підпалює ліси.
Походження цього міфу пов’язане з явищем під назвою блукаючі вогні . Розкладання органічної речовини, чи то рослинності, чи мертвих тварин, виділяє гази, які самозаймаються при контакті з повітрям. Повітряні потоки, спричинені людиною, яка йде поруч, можуть витіснити полум’я, створюючи враження, ніби вогняна змія переслідує вас.
У творі «Легенди півдня» Жоао Сімоеса Лопеша Нету є коротке оповідання з такою назвою, яке добре описує легенду. Ідея полягала в світлі, яке рухається в просторі, звідси «вийшов образ хвилястого ходу змії». Саме цей образ закріпився в народній уяві. Бойтату описують як змію з очима, схожими на дві фари, прозорою шкірою, яка виблискує ночами, коли вона ковзає на лугах, на берегах річок. У Санта-Катаріні фігура з'являється у вигляді бика з «лапами, як у велетнів, і з величезним оком прямо посередині чола, що сяє, як тавро вогню».
У Ріу-Гранді-ду-Сул легенда розповідає, що в лісах був період нескінченної ночі. Крім темряви, була величезна повінь, викликана проливним дощем. Налякані тварини побігли на вищу точку, щоб захиститися. Боїгуасу, змія, яка жила в темній печері, прокинулася через повінь і, зголоднівши, вирішила вийти на пошуки їжі, маючи перевагу в тому, що вона була єдиною твариною, яка звикла бачити в темряві. Вона вирішила з’їсти ту частину, яка йому найбільше подобається: очі тварин. З’ївши їх стільки, вона стала сяючою, сповненою світла від усіх цих очей. Її тіло перетворилося на скупчення блискучих зіниць, полум’яну кулю, яскравий спалах, боітату, вогненну змію. У той же час рясне харчування залишило боігуасу дуже слабкрю. Вона померла й знову з’явилася в лісі, сяючи звиваючись. Той, хто зустріне цю фантастичну істоту в полях, може осліпнути, померти і навіть збожеволіти. Тому, щоб уникнути катастрофи, чоловіки вважають, що їм потрібно залишатися нерухомими, не дихати і міцно заплющити очі. Спроба втекти від змії пов’язана з ризиком, тому що людина може уявити втечу від когось, хто підпалив ліс. У Ріу-Гранді-ду-Сул вважають, що боітата є захисником лісів і лугів. Правда полягає в тому, що ідея світлої змії, захисника лугів і полів, часто зустрічається в літературі, особливо в оповіданнях з Ріо-Гранді-ду-Сул.
Навіть сьогодні ця народна легенда вражає дорослих і дітей, навіть згадується як видатний персонаж у кількох сучасних творах, таких як, наприклад, «Хто боїться Бойтата?»  Мануеля Фільо, випущений у 2007 році. У цій дитячій історії дідуся головного героя, Сандріньо, осліпив сам Бойтата. Змія також згадується в оповіданні Хосе Сантоса «Одруження Бойтати з Муле-сем-головою» , де автор грайливо описує союз кількох істот із бразильського фольклору. Міф, у його синкретичній версії, також з’являється в книзі «Легенда про Бататао»  Марко Гауреліо, написаній корделем секстилями. Бататау, хоча він і зберігає свої вогняні характеристики, наближається до загублених душ. У вищезазначених творах, а також у багатьох інших, фантастична істота цитується як Бойтата чоловічого роду, але можна знайти такі цитати, як і Бойтата жіночого рогу, як це зустрічається в нещодавній роботі Александри Перікао «Уанá, одна з курумінів багатьох легенд»,  в якій змій, також поїдач очей, описаний у дуже сучасний спосіб, з кумедними цитатами, такими як «Але ніхто, до цього дня, і це найдивовижніша річ з усіх, не зміг розмістити свою фотографію з Вогняною змією в Інтернеті . Незважаючи на гігантські розміри, змія настільки непомітна, що її можуть побачити лише ті, кого вона зловила». Жоао Сімойнс Лопеш Нето у згаданій вище праці також згадує жіночу істоту, і варто процитувати уривок: «Це саме таким чином, і саме тому чоловіки, коли вперше побачили боігуасу такою зміненою, не хочуть більше її знати. Вони не знали цього, і, думаючи, що це хтось інший, зовсім інший, вони з того часу назвали її бойтата, вогняна змія, бойтата, бойтата!»Шаблон:Referências

## Дивись також
- Ольга Мак